# Johannes Meilof
Johannes Meilof (* um 1435 in Greifswald; † um 1505; auch Johann Meilof) war ein deutscher Jurist und Professor an der Universität Greifswald. Seine juristische Büchersammlung ist bis heute erhalten.  

## Leben und Leistungen
Johannes Meilof stammte aus Greifswald. Er studierte zunächst ab 1454 an der Universität Rostock; anschließend war er einer der ersten Studenten an der 1456 gegründeten Universität Greifswald. 1457 wurde er zum Baccalaureus Artium promoviert. 1458 bis 1464 arbeitete er an der Lateinschule in Greifswald zunächst als Lehrer, dann als Schulrektor. Anschließend war er bis 1469 Lehrer an der Artistenfakultät der Universität Greifswald.
Meilof wandte sich dann den Rechtswissenschaften zu. 1469 begann er sein juristisches Studium an der Universität Greifswald. Bereits 1470 ging er nach Livland, wo er zunächst als Rechtsberater für den Deutschen Orden wirkte, dann aber umgekehrt als Rechtsberater für den Erzbischof von Riga, Silvester Stodewescher, in dessen Streitigkeiten mit dem Deutschen Orden. 1476 kehrte er nach Greifswald zurück und schlug dort die Laufbahn als Hochschullehrer an der Juristenfakultät ein: 1477 wurde er zum Baccalaureus Utriusque Iuris promoviert,  1480 wurde er ordentlicher Professor an der Juristenfakultät. Im Sommersemester 1480 und im Wintersemester 1482/83 war er Rektor der Universität.
Im Jahre 1484 zog sich Meilof nach Streitigkeiten aus dem Universitätsleben zurück. Er siedelte in das Schwarze Kloster der Dominikaner über und wurde 1485 zum Priester geweiht. Er widmete sich weiterhin den Rechtswissenschaften, baute seine Handschriftensammlung aus und diente seinem Landesherrn, Herzog Bogislaw X. von Pommern, als Rechtsberater. Johannes Meilof starb um 1505.

## Büchersammlung
Johannes Meilof stellte sich eine Sammlung von Rechtstexten als seine private juristische Fachbibliothek zusammen. Nach heutigem Kenntnisstand sind 19 oder 20 Bände mit insgesamt über 8.000 beschriebenen Blättern erhalten.
Die Sammlung besteht aus drei Inkunabeln (also frühen Drucken) mit insgesamt 196 Blättern; die übrigen Bände sind Handschriften. 
Johannes Meilof vermachte seine Büchersammlung nach seinem Tod an das Schwarze Kloster der Dominikaner in Greifswald, wo sie der dortigen Bibliothek eingegliedert wurde. Nach der Reformation gelangte sie von dort in die Bibliothek der Greifswalder Großen Nikolaikirche.